# Groom (roman)
Groom est un roman de François Vallejo publié le 11 septembre 2003 aux éditions Viviane Hamy et ayant reçu le prix des Libraires l'année suivante.

## Résumé
Véra Carmi est appelée par des gardiens du centre Pompidou : son mari aurait fait un malaise en admirant une toile et serait mort, mais son corps a disparu. Or quand elle rentre chez elle, son mari est là, comme si rien de tout cela n'était arrivé.

## Éditions
- Groom, éditions Viviane Hamy, 2003,  (ISBN 2878581822)